# Raudeberg
Raudeberg est un village de Norvège, situé dans la municipalité de Kinn, dans le comté de Vestland et avant 2020, dans le comté de Sogn og Fjordane. Il est situé sur la côte est de l’île de Vågsøy. Les villages de Refvika, Vedvika et Langeneset sont situés à quelques kilomètres au nord, et la ville de Måløy est à environ 6 kilomètres au sud. L’île de Silda est située à environ 2 kilomètres au nord-est de Raudeberg. L’église Nord-Vågsøy est située à l’extrémité est du village, le long de la côte. Elle a été construite et inaugurée en 1960 pour remplacer l’ancienne église en bois qui se dressait avant au même emplacement, et qui a été détruite par un incendie en 1945 à cause d’un impact de foudre.
Raudeberg (historiquement orthographié Rødberg) était le centre administratif de l’ancienne municipalité de Nord-Vågsøy, qui a existé de 1910 à 1964. Aujourd’hui, c’est la deuxième plus grande agglomération de la municipalité, après la ville de Måløy. Le village, de 0,67 kilomètre carré de superficie, a une population de 656 habitants (en 2018) et une densité de population de 979 habitants par kilomètre carré.
Raudeberg possède un climat tempéré océanique. La température moyenne annuelle à Raudeberg est de 7,6°C et les précipitations annuelles moyennes sont de 757,3 mm.
Il y a un minuscule camping municipal avec WC et douches (30 places) à Raudeberg, le camping Refviksanden. Il est situé près de la Refviksanden, une plage paradisiaque de sable blanc argenté, longue de 1,5 km, qui longe d’une baie magnifique à l’eau cristalline. Il offre des emplacements pour tentes, caravanes et camping-cars, tout près de la plage ou sur un pré un peu plus loin de la plage. Il est à 3,6 km de Kråkenes et 6,1 km du phare de Kråkenes, à 7,8 km de Måløy Bobilhavn et à environ 10 km de la ville de Måløy,.
Raudeberg est un bon point de départ pour une randonnée jusqu’au point le plus haut de Vågsøy, qui se trouve à 376 mètres d’altitude.